# Aarón Beas
Pedro Aarón Beas Moreno (Ciudad de México, 1 de julio de 1966) conocido como Aarón Beas, es un exactor y exmodelo mexicano.
Conocido por telenovelas tales Como en el cine (2002) y Amor en custodia (2005).

## Biografía
Pedro Aarón Beas Moreno nació el 1 de julio de 1966 en Ciudad de México. Comenzó en el modelaje en varias marcas comerciales y videoclips musicales.
Inició su carrera en Televisa, en las telenovelas Alcanzar una estrella y Yo no creo en los hombres.
Ha participado en diferentes proyectos de TV Azteca, algunos como Besos prohibidos (1999), El amor no es como lo pintan (2000), Como en el cine (2001-2002) y Amor en custodia (2005-2006).
Sus últimos proyectos televisivos han sido UEPA! Un escenario para amar (2015) y Un día cualquiera (2016).
Años después, se retiró de los medios de comunicación debido a problemas de salud.

## Filmografía

### Televisión
| Año        | Título                       | Personaje                        |
| ---------- | ---------------------------- | -------------------------------- |
| 2019       | Club de Cuervos              | Agente                           |
| 2016       | Un día cualquiera            | Ep. «Problemas del sueño»; Mario |
| 2015       | UEPA! Un escenario para amar | Francisco Lozada                 |
| 2010       | 13 maravillas de México      | Él mismo, presentador            |
| 2010       | A cada quien su santo        | Ep. «Modelo 76»; Víctor          |
| 2009       | El gran desafío              | Participante                     |
| 2008, 2009 | Lo que callamos las mujeres  | Varios episodios                 |
| 2007-2008  | Bellezas indomables          | Alejandro                        |
| 2007-2008  | Se busca un hombre           | Rodrigo                          |
| 2005-2006  | Amor en custodia             | Fabrizio Alcorta                 |
| 2004-2005  | La vida es una canción       | Varios episodios                 |
| 2004       | Belinda                      | Rubén Flores                     |
| 2003       | Ladrón de corazones          | Gabriel                          |
| 2003-2004  | Mirada de mujer, el regreso  | Fabricio                         |
| 2002       | Vivir así                    | Armando                          |
| 2001-2002  | Como en el cine              | Martín                           |
| 2000-2001  | El amor no es como lo pintan | Jorge Segovia                    |
| 1999       | Besos prohibidos             | Rubén                            |
| 1994       | Prisionera de amor           |                                  |
| 1992       | María Mercedes               | Martín                           |
| 1991       | Yo no creo en los hombres    |                                  |
| 1990       | Alcanzar una estrella        |                                  |
| 1990       | Papá soltero                 |                                  |

## Vida privada
Conoció a la modelo de nacionalidad argentina Ximena Pichel, pareja de la cual nació su hijo Patricio Beas Pichel, de quien comparte la custodia.